# Eredivisie (vrouwenhandbal) 1996/97
De Eredivisie is de hoogste afdeling van het Nederlandse handbal bij de vrouwen op landelijk niveau. In het seizoen 1996/1997 werd Henzo/Swift landskampioen. Broekhuis/Ancora en Olympia HGL degradeerden naar de Eerste divisie.

## Teams
| Club                | Plaats     | Provincie     |
| ------------------- | ---------- | ------------- |
| AAC 1899            | Arnhem     | Gelderland    |
| Koenders/V&L        | Geleen     | Limburg       |
| Anova/E&O           | Emmen      | Drenthe       |
| Broekhuis/Ancora    | Rotterdam  | Zuid-Holland  |
| De Volewijckers     | Amsterdam  | Noord-Holland |
| H.C. Westland       | Kwintsheul | Zuid-Holland  |
| Hellas              | Den Haag   | Zuid-Holland  |
| Henzo/Swift         | Roermond   | Limburg       |
| Olympia HGL         | Hengelo    | Overijssel    |
| Zeeman Vastgoed/SEW | Nibbixwoud | Noord-Holland |

## Reguliere competitie
| Pos | Club                | Wed | W  | G | V  | Ptn | DV  | DT  | +/−  | Opmerking                          |
| --- | ------------------- | --- | -- | - | -- | --- | --- | --- | ---- | ---------------------------------- |
| 1   | Henzo/Swift         | 18  | 17 | 0 | 1  | 34  | 404 | 254 | +150 | Gekwalificeerd voor kampioenspoule |
| 2   | Anova/E&O           | 18  | 14 | 1 | 3  | 29  | 413 | 310 | +113 | Gekwalificeerd voor kampioenspoule |
| 3   | Zeeman Vastgoed/SEW | 18  | 13 | 2 | 3  | 28  | 382 | 339 | +43  | Gekwalificeerd voor kampioenspoule |
| 4   | Hellas              | 18  | 10 | 2 | 6  | 22  | 354 | 303 | +51  | Gekwalificeerd voor kampioenspoule |
| 5   | De Volewijckers     | 18  | 10 | 2 | 6  | 22  | 354 | 363 | −9   |                                    |
| 6   | Koenders/V&L        | 18  | 7  | 1 | 10 | 15  | 305 | 341 | −36  |                                    |
| 7   | H.C. Westland       | 18  | 7  | 0 | 11 | 14  | 328 | 339 | −11  |                                    |
| 8   | AAC 1899            | 18  | 5  | 0 | 13 | 10  | 298 | 347 | −49  |                                    |
| 9   | Broekhuis/Ancora    | 18  | 1  | 3 | 14 | 5   | 294 | 380 | −86  | Degradatie naar eerste divisie     |
| 10  | Olympia HGL         | 18  | 0  | 1 | 17 | 1   | 269 | 425 | −156 | Degradatie naar eerste divisie     |

## Kampioenspoule
| Pos | Club                | Wed | W | G | V | Ptn | DV | DT | +/− | Opmerking                         |
| --- | ------------------- | --- | - | - | - | --- | -- | -- | --- | --------------------------------- |
| 1   | Henzo/Swift         | 3   | 3 | 0 | 0 | 6   | 80 | 54 | +26 | Gekwalificeerd voor Best of Three |
| 2   | Anova/E&O           | 3   | 2 | 0 | 1 | 4   | 64 | 63 | +3  | Gekwalificeerd voor Best of Three |
| 3   | Zeeman Vastgoed/SEW | 3   | 1 | 0 | 2 | 2   | 54 | 64 | −10 |                                   |
| 4   | Hellas              | 3   | 0 | 0 | 3 | 0   | 52 | 71 | −19 |                                   |

## Best of Three
|  | Anova/E&O | 22 - 19 | Henzo/Swift | Angelslo, Emmen |
|  |           |         |             | Angelslo, Emmen |
|  |           |         |             | Angelslo, Emmen |

|  | Henzo/Swift | 23 - 14 | Anova/E&O | Jo Gerrishal, Roermond |
|  |             |         |           | Jo Gerrishal, Roermond |
|  |             |         |           | Jo Gerrishal, Roermond |

|  | Henzo/Swift | 23 - 16 | Anova/E&O | Jo Gerrishal, Roermond |
|  |             |         |           | Jo Gerrishal, Roermond |
|  |             |         |           | Jo Gerrishal, Roermond |